# 神谷傳兵衛
神谷 傳兵衛（かみや でんべえ、安政3年2月11日（1856年3月17日） - 大正11年（1922年）4月24日）は、三河国幡豆郡松木島村（現在の愛知県西尾市一色町松木島）出身の実業家。神谷 伝兵衛とも表記される。
東京都台東区浅草の洋酒バーの神谷バー、茨城県牛久市のワイン醸造所のシャトーカミヤの創設者。旭製薬社長のほか、神谷醸造、日本製粉、九州炭鉱汽船、三河鉄道、東洋遊園地などの役員を務めた。
幼名は松太郎。実子はなく、養女のぶ（神谷桂助長女）の婿養子の神谷（旧姓：小林）伝蔵が2世神谷傳兵衛を名乗る。

## 経歴

### 生誕
安政3年2月11日（1856年3月17日）、三河国松木島村の名主の六男として生まれた。父は兵助（ひょうすけ）、母は石（いし）。神谷家の先祖は武士であったが、江戸時代初めには農民として代々名主を務めた家柄であった。

### 青年期
しかし父・兵助は多趣味で家業を顧みることがなかったため、家は貧困に苦しみ、幼くして働きに出た。8歳にして酒樽造りの弟子として働き、次いで姉の嫁ぎ先で商業の見習をし、11歳で商人として独立した。綿の仲買人や雑貨の行商などを行っていたが、16歳の時に失敗して全財産を失う。1873年（明治6年）4月、兄の勧めもあり、横浜にあったフランス人の経営するフレッレ商会酒類醸造場で働いた。ある時、病気で衰弱して命に関わるまでになった折、主人の勧めた葡萄酒（ワイン）により体調を回復させてその滋養を知る。

### みかはや銘酒店/神谷バー

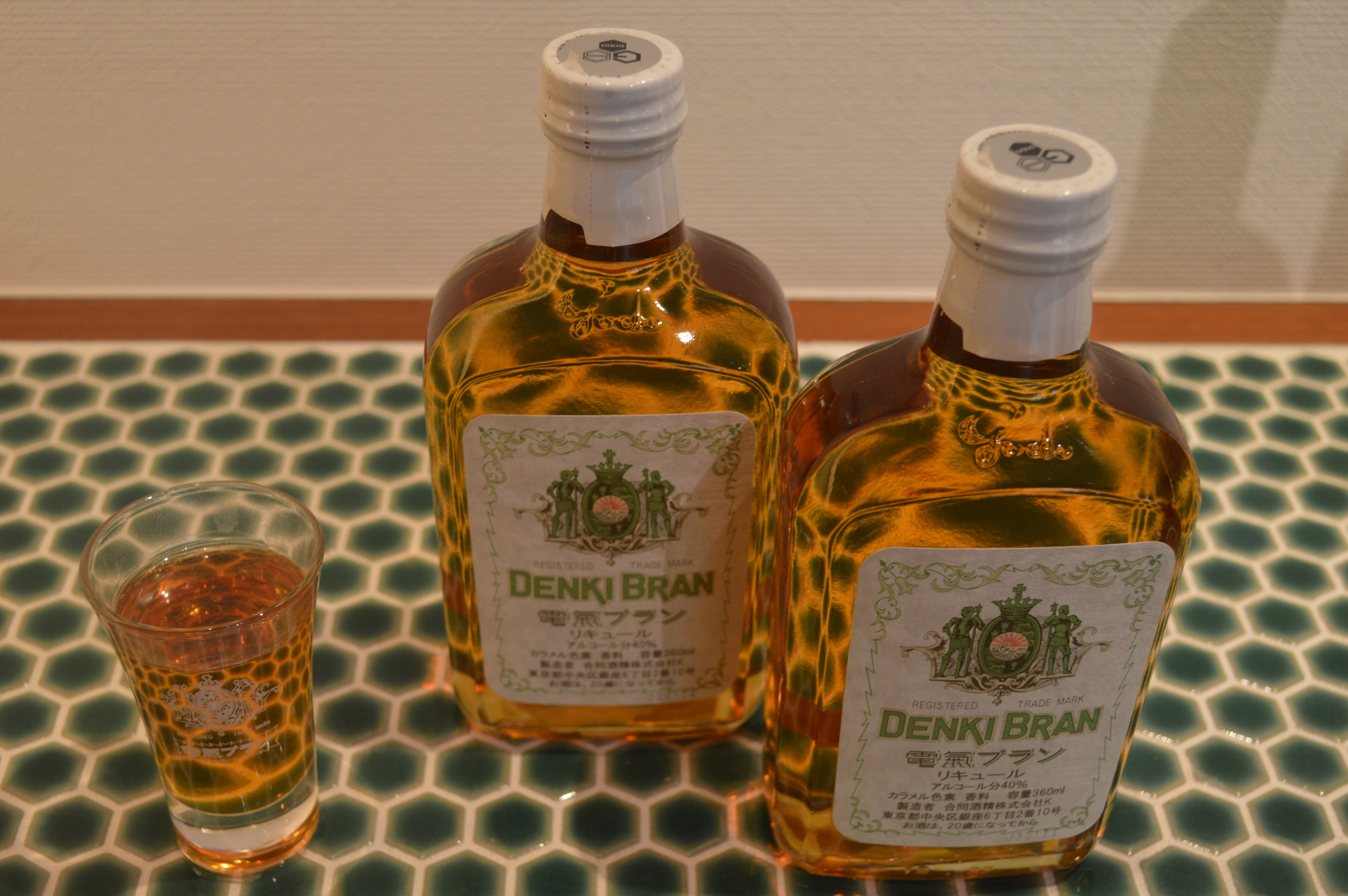
電気ブラン

1874年（明治7年）4月9日に父・兵助が亡くなると家督を相続し、幼名の松太郎から傳兵衛と改名した。19歳で横浜の会社を辞めて東京麻布（現・東京都港区麻布）の天野酒店に入り、酒の引き売りを始める。寸暇を惜しんで蓄えた財産を元手に1880年（明治13年）4月、東京・浅草に酒の一杯売り家であるみかはや銘酒店を開店させた。輸入葡萄酒を原料とした日本人好みの甘口の再製葡萄酒は評判を呼び、1885年（明治18年）に「蜂印葡萄酒」、1886年（明治19年）に「蜂印香竄葡萄酒」（はちじるしこうざんぶどうしゅ）の名で売り出し、海外でも高い評価を受けた。「香竄」（こうざん）とは多芸多趣味に身をやつしていた父の雅号を由来とし、また豊かな芳しい香りが隠れ忍んでいるという意味も込めた。シャトーカミヤの中にあるショップにも「香竄」の名が付けられている。日本人の口に合うよう蜂蜜で甘くしたこの葡萄酒（ワイン）が大人気となったため、以降の日本では甘口のものが好まれ、なかなか本格ワインが普及しなかった。現在でも神谷バーでは通常のワイン（カミヤワイン）とともにハチブドー酒を販売している。
1912年（明治45年）4月10日、浅草のみかはや銘酒店を改装して神谷バーを開業させた。

### シャトーカミヤ

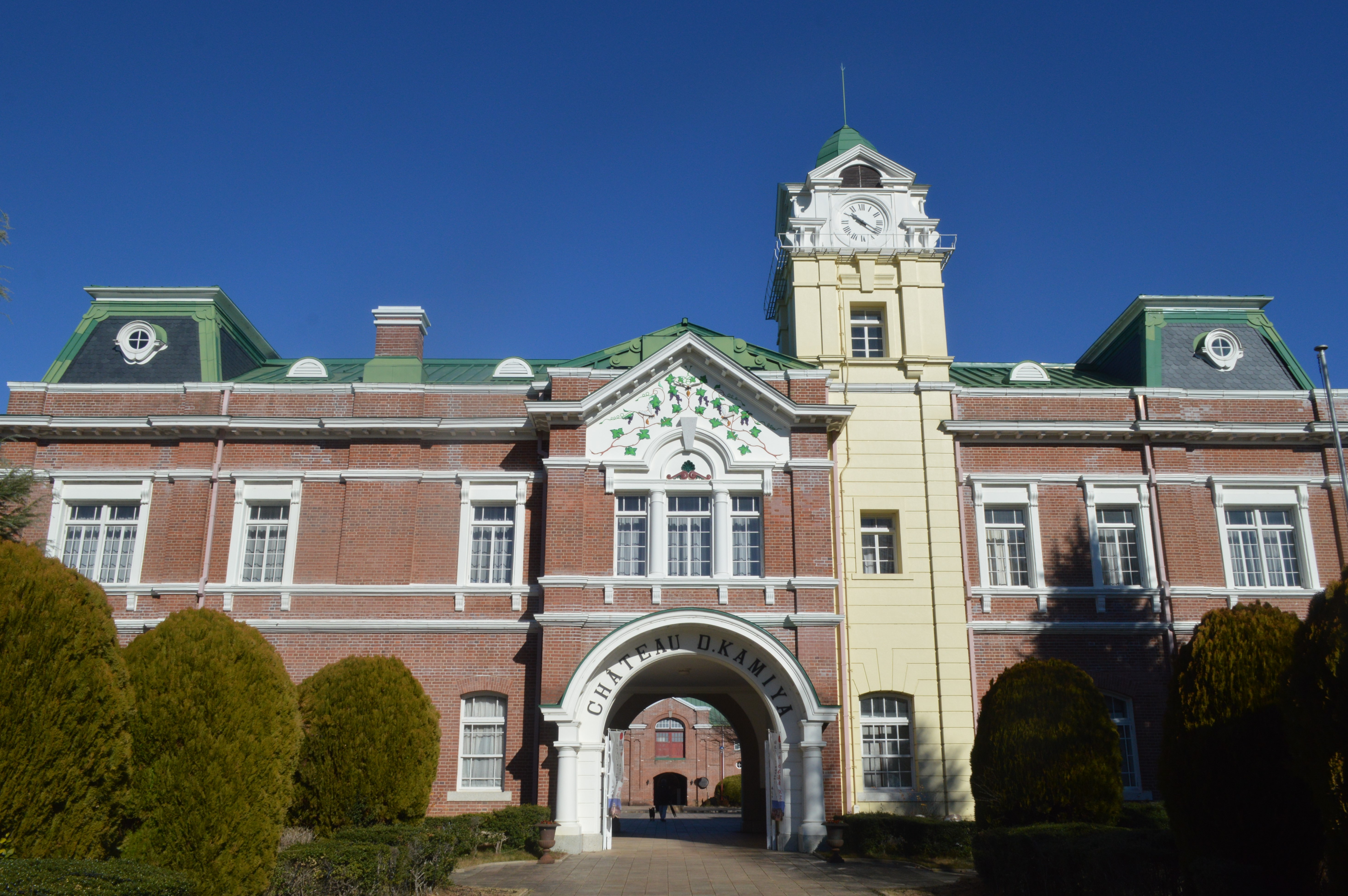
シャトーカミヤ本館

浅草で神谷バーを開店して成功をおさめた傳兵衛は、この成功によって得た資金を元に念願の葡萄酒づくりを実現させようとした。この時、尽力したのは婿養子の伝蔵だった。子供のなかった傳兵衛は兄・圭介の長女誠子を養女に、そして働き者で研究熱心と評判の高かった小林伝蔵を婿養子として迎えた。伝蔵は結婚式の3日後の1894年（明治27年）9月24日に葡萄栽培と葡萄酒醸造の技術習得を託され渡仏、1897年（明治30年）1月12日に多くの参考書や醸造用具、土の標本などを携えて帰国した。傳兵衛は伝蔵の帰国後すぐ苗木6000本を輸入し東京郊外の村に試植、順調な苗の生育に日本国内での葡萄栽培に自信を持った。
茨城県稲敷郡岡田村（現・茨城県牛久市）に土地160haを購入すると、原野を開墾して1898年（明治31年）に神谷葡萄園を開園させた。1901年（明治34年）に仮醸造場を誕生させ、1903年（明治36年）9月には本格的な醸造場のシャトーカミヤ（現在の牛久シャトー）を完成させた。

### 三河鉄道
1912年（明治45年）5月30日、三河鉄道の創立に取締役として参加、1916年（大正5年）4月5日に同社社長に就任した。傳兵衛は1910年（明治43年）の鉄道敷設申請時から取締役として携わっていたが、1916年（大正5年）に経営危機に陥るや乞われて3代目の社長に就任。自ら莫大な資金を投入して経営再建を果した。
4代目社長には婿養子の伝蔵（2世神谷傳兵衛）が就任し、傳兵衛の没後4年の1926年（大正15年）に路線が故郷の松木島に至ると、功績をたたえて駅名を神谷駅（1949年に松木島駅と改称）と名付けた。傳兵衛死後の1941年（昭和16年）に名古屋鉄道と合併して名鉄三河線となり、さらに名鉄蒲郡線を分離している。神谷駅の鉄筋コンクリート造のモダンな駅舎は、昭和53年（1978年）に老朽化のため取り壊された。2004年（平成16年）の三河線一部廃止に伴い、故郷の松木島を通る区間はなくなった。

### 死去
1922年（大正11年）4月24日、66歳で亡くなる。遺体は希望通りに神谷葡萄園内の墓地に埋葬されたが、1978年（昭和53年）に東京都台東区谷中の天王寺墓地に移された。茨城県牛久市のシャトーカミヤの中には神谷傳兵衛記念館があり、神谷公園墓地跡には傳兵衛を讃える記念碑が残っている。

### 死後
シャトーの葡萄園は1990年代に残っていた部分はおおかた駐車場等に変わり、極僅かに垣根式栽培を残すのみである（僅かでも残すことはワインの原材料の栽培から瓶詰めまで一貫して生産を行う「シャトー」称号に関わるためと思われる）。また、かつて葡萄園であった土地の一部に「神谷」という地名を付けている。
シャトーカミヤの事務室、醗酵室、貯蔵庫の3棟は2008年（平成20年）6月に国の重要文化財に指定された。テレビドラマ『花ざかりの君たちへ〜イケメン♂パラダイス〜』や『MAGISTER NEGI MAGI 魔法先生ネギま!』など、ドラマや映画のロケ地としても有名である。

## 別荘

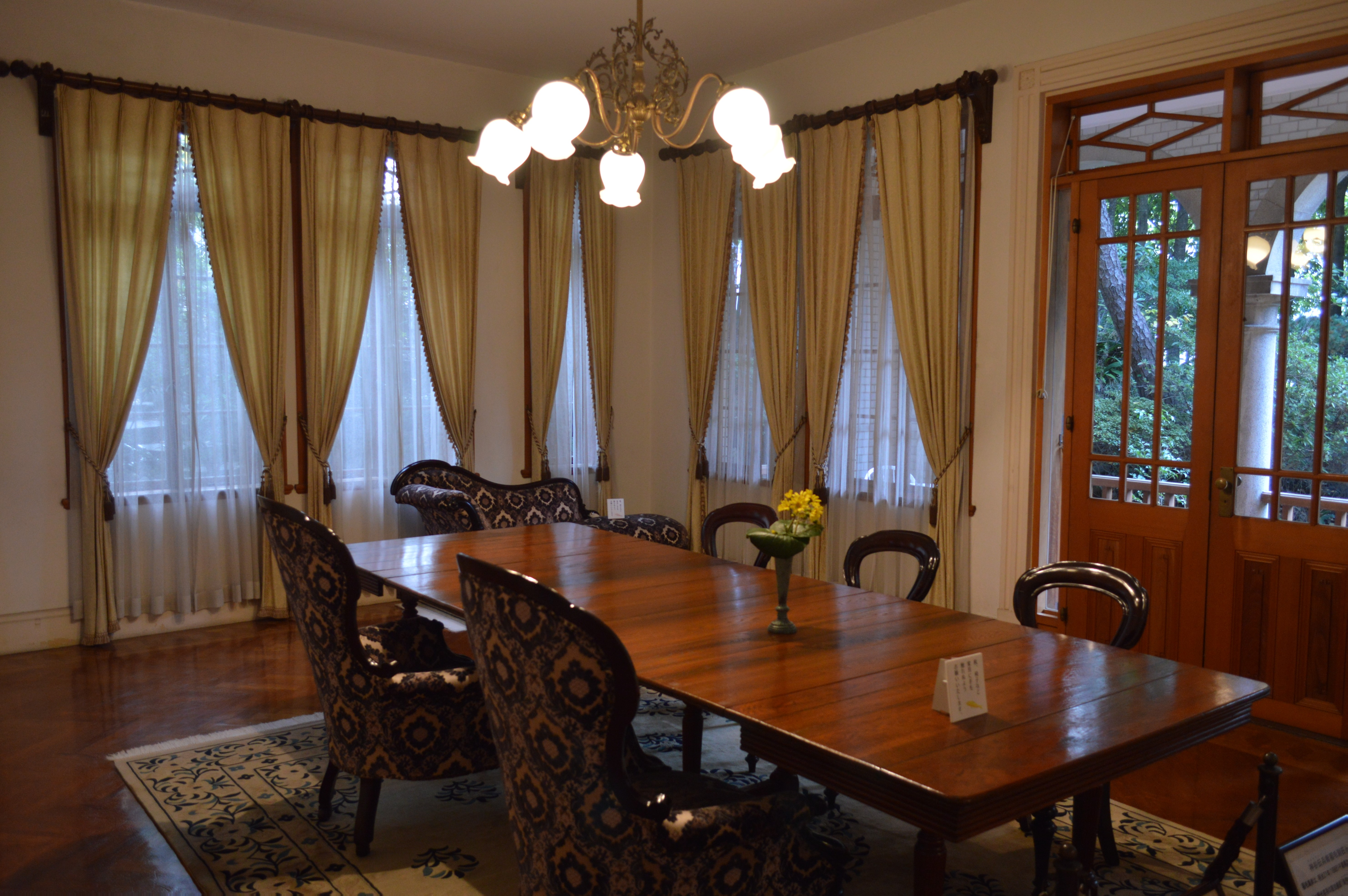
旧神谷伝兵衛稲毛別荘

1918年（大正7年）、東京湾に面する避暑地であった千葉県の稲毛海岸に旧神谷伝兵衛稲毛別荘を構えた。洋館と和館からなっていたが、現在は洋館のみ現存する。洋館は鉄筋コンクリート造2階建ての瓦葺。なお和室の床柱にはワイン醸造で立身した傳兵衛らしく、葡萄の古木が用いられている。現在は千葉市民ギャラリー・いなげに付随する展示施設となっている。関東大震災以前の鉄筋コンクリート建築として貴重であり、国の登録有形文化財に登録されている。